# Måleriföretagen i Sverige
Måleriföretagen  i Sverige är bransch- och arbetsgivarorganisation för måleriföretag. Måleriföretagens motpart vid avtalsförhandlingar är Svenska Byggarbetareförbundet.
1960 grundades Sveriges målarmästareföreningars samorganisation (SMS) som 2000 bytte namn till Sveriges måleriföretagares samorganisation och 2010 till Måleriföretagarna Sverige. Den 1 januari 2015 bildades Måleriföretagen i Sverige genom en sammanslagning av Måleriföretagarna och Målaremästarna (grundade 1899).
Organisationen är uppdelad i sju regioner och har cirka 1 200 medlemsföretag (november 2018). Måleribranschen omsätter cirka 20 miljarder kronor i Sverige och medlemsföretagen står för cirka 85% av omsättningen. Måleriföretagen har sitt huvudkontor på Skeppsbron i Stockholm med regionkontor i Umeå, Göteborg och Malmö. 